# Polydesmus vermiculare
Polydesmus vermiculare är en mångfotingart som beskrevs av Peters 1864. Polydesmus vermiculare ingår i släktet Polydesmus och familjen plattdubbelfotingar. Inga underarter finns listade i Catalogue of Life.